# Фирдоуси
Хаки́м Абулькаси́м Фирдоуси́ Туси́ (перс. حکیم ابوالقاسم فردوسی توسی‎‎; 940, Тус, Саманидское государство — около 1020, Тус, Газневидское государство) — персидский поэт, классик персидской литературы, автор эпической поэмы «Шахнаме» («Книга царей»). Пользуется популярностью и считается национальным поэтом в Иране, Таджикистане и Афганистане.

## Предыстория
Фирдоуси жил в X веке на территории Большого Ирана (Большой Персии), в Хорасане. Тремя веками ранее, в VII веке, Сасанидская Персия была завоёвана арабами и вошла в состав Халифата. Во времена центральной власти халифа персидские язык и культура вытеснялись арабскими, но к концу IX века халифат ослаб и к власти пришли местные мусульманские династии (т. н. иранское интермеццо). Фирдоуси жил при двух из них — в Саманидском и Газневидском государствах.
Фирдоуси происходит из семьи дехкан, персидских землевладельцев, которые процветали в доисламские времена Сасанидского государства, но чьё влияние уменьшилось при халифате. Дехкане были патриотичными и считали своим долгом сохранить культурные традиции Персии, в том числе легендарные истории про иранских царей.
Саманиды, контролировавшие город Тус, где родился Фирдоуси, также продвигали персидскую культуру; они считали себя потомками сасанидского полководца Бахрама Чубина. Саманидская бюрократия использовала новоперсидский язык вместо арабского, а саманидская элита заказывала переводы текстов с пехлеви, персидского языка, бывшего литературным языком домусульманского Ирана, на новоперсидский.
В частности, саманидский правитель Туса Абу Мансур Мухаммад заказал нескольким местным авторам поэму «Шахнаме» («Книга царей»; законч. 957), ставшую одним из источников для «Шахнаме» Фирдоуси.

## Биография
Фирдоуси родился между 932 и 936 годами в окрестностях города Туса, в Хорасане, входившем тогда в Саманидское государство.
О детстве и юности Фирдоуси сведений почти нет. Он получил хорошее по тому времени образование. Достоверно неизвестно, знал ли Фирдоуси арабский и пехлеви.
Его поэтическое имя Фирдоуси переводится как «райский». Он высоко ценил знание: «К словам разумным ты ищи пути, весь мир пройди, чтоб знания обрести» и получил прозвище «хаким» («мудрец», «учёный») за глубину и широту своих знаний.
Длительное время Фирдоуси жил в Газни, на территории современного Афганистана, где находился на службе у падишаха Махмуда Газневи (которому и посвятил «Шахнаме»). Однако мысль поэмы о том, что лишь наследственные носители царской власти имеют на неё право, не понравилась султану Махмуду, которого более устраивала правомерность силы, а не наследственности.
Известно, что в 970 году у Фирдоуси родился сын, так что предположительно он был женат. Считается, что одна из женщин, упоминаемых в «Шахнаме», — его жена. Эта женщина также происходила из семьи дехканов, умела читать и писать, играла на арфе и получила хорошее образование.
Фирдоуси был похоронен в городе Тус в своём собственном саду, поскольку местные религиозные власти не разрешили похоронить его на городском кладбище. Губернатор провинции Хорасан распорядился построить мавзолей над могилой Фирдоуси, после чего это место стало объектом массового поклонения.
Впоследствии место захоронения пришло в упадок. Оно было восстановлено по приказу Реза-шаха к тысячелетию со дня рождения поэта, в период 1928—1934 годов. Восстановление проводило Общество по национальному наследию Ирана, после чего могила Фирдоуси возведена в ранг иранской национальной святыни

## Творчество
Фирдоуси перенёс идеи античного Ирана в исламскую Персию и способствовал распространению персидского языка. Также он помог сохранению иранской идентичности в условиях, когда ей угрожала арабизация — хотя активность в этом направлении началась до него, именно он довёл её до завершения.
Фирдоуси стал одним из основных поэтов классической персидской литературы X—XV века, периода до разделения персидской литературы на собственно иранскую и таджикскую литературы. В советской и постсоветской историографии рассматривается как персо-таджикский поэт.
Единственным произведением Фирдоуси, авторство которого установлено бесспорно, является «Шахнаме» («Книга царей»), национальный эпос иранских народов. В «Шахнаме» описывается история Ирана от древних времён до исламского завоевания Персии в VII веке. Поэма состоит из 50 тысяч двустиший и считается самой длинной поэмой, принадлежащей перу одного автора: объём в два раза больше, чем объём «Илиады» и «Одиссеи» вместе взятых.
Возможно, Фирдоуси писал стихи и в молодости, но до наших дней они не дошли. Некоторое время Фирдоуси также приписывали поэму «Юсуф и Зулейха» по одноимённому сюжету, библейско-коранической истории об Иосифе, но современное научное сообщество отрицает его авторство.
В кругах исследователей также идут споры о сатирической поэме, предположительно принадлежащей Фирдоуси, в которой поэт высмеял падишаха Махмуда Газневи за то, что тот не вознаградил должным образом труд поэта. Ранний биограф Фирдоуси Низами Арузи утверждал, что весь текст этой поэмы, кроме шести строк, был уничтожен доброжелателем, который специально выкупил эту поэму у Фирдоуси за тысячу дирхамов. Ряд фрагментов текста «Шахнаме» похож на сатирические стихи; некоторые учёные считают их сфабрикованными, другие склонны считать их подлинными творениями Фирдоуси.

## Легенда
По легенде, не имеющей точных подтверждений (содержится в «Четырёх беседах» Низами Арузи), падишах Махмуд Газневи отказался заплатить Фирдоуси за поэму. Это сильно рассердило поэта, и он написал сатиру, в которой упрекал падишаха в происхождении от раба. В результате гнева правителя Фирдоуси был вынужден бежать из страны и скитаться в бедности до конца жизни.
Существует предание, согласно которому незадолго до смерти Фирдоуси падишах Махмуд случайно услышал от одного придворного выразительный стих из «Шахнаме», осведомился об авторе и узнал, что стих — из посвященной Махмуду же «Книги царей» знаменитого Фирдоуси, который теперь проживает в бедности в Тусе. Махмуд немедленно распорядился послать в Тус богатый дар для Фирдоуси. Но, по этой легенде, Фирдоуси незадолго до этого скончался: в то самое время, когда через одни городские ворота выносили для похорон его тело, в другие городские ворота вступали верблюды с дарами от Махмуда.

## Проблема идентичности Фирдоуси в СССР
Как отмечает Ираника, современное использование слова «таджик» было искажено в советском и таджикском академическом дискурсе в угоду советской национальной политике и таджикского национализма. Исторически Таджикистан не существовал как отдельное образование и появился только в составе СССР, в это же время начались интенсивные споры об идентичности таджиков. Таджикский национализм начал претендовать на приоритет Таджикистана в персидской литературе. В 1930-е годы проблема происхождения «Шахнаме» стала главной в спорах о таджикской идентичности. В 1941 году Иосиф Сталин назвал таджиков «древнейшим из народов Средней Азии», который «родил великого поэта Фирдоуси». В большинстве советских научных работ персидская литература стала именоваться «персидско-таджикской». Основными сторонниками этой трансформации стали таджикские писатели Садриддин Айни и Бободжан Гафуров. Гафуров также утверждал, что древнейшие тексты Авесты написаны предшественниками современных таджиков и что это народы Ирана впитали культуру народов Средней Азии, а не наоборот. Он настаивал, что писателей и философов, которых считали персидскими, таких как Фирдоуси, Аль-Бируни или Рудаки, следует считать «персидско-таджикскими». Такой подход полностью соответствовал советской идеологии и национальной политике. Характеристика Фирдоуси как персидского поэта стала поводом для обвинений, в частности в адрес Абулькасима Лахути.
В 1948 году Евгений Бертельс сделал попытку отказаться от территориального и этнического подхода в иранской филологии. Он опубликовал статью «Литература на персидском языке в Средней Азии», в которой исходил из идеи целостности персидской литературы, заявив, что будет понимать под таковой все произведения, «написанные на т. н. „новоперсидском языке“, независимо от этнической принадлежности их авторов и того географического пункта, где эти произведения возникали». В числе персидских поэтов Бертельс писал и о Фирдоуси. Выступление Бертельса немедленно превратило его в объект политизированной критики за переход на «ошибочные позиции западноевропейских востоковедов». Бертельс пытался отстаивать свою позицию, заявив о методологической абсурдности классификации писателей в соответствии с их этнической либо территориальной принадлежностью, однако после новых обвинений со стороны коллег в реакционном паниранизме и буржуазном космополитизме он был вынужден признать свои «крупные ошибки».
К концу 1930-х годов в СССР «Шахнаме» стала определяться не как персидская поэма, а как персидско-таджикская или просто таджикская. Позднее образ Фирдоуси стал одним из символов таджикского национализма.

## Память
- Мемориальный комплекс Гробница Фирдоуси в Тусе, Иран.
- Мешхедский университет имени Фирдоуси (Иран).
- Площадь Фирдоуси в Тегеране с одноимённой станцией метро[англ.].
- Улицы Фирдоуси в городах Душанбе, Ереван, Баку, Ташкент и Самарканд.
- Район Фирдавси в Душанбе.
- Памятник в Душанбе.

## Постановки и экранизации произведений
- Пьеса «Сиявуш» (1933) азербайджанского поэта и драматурга Гусейна Джавида по одному из сюжетов «Шахнаме».
- «Знамя кузнеца» (1966), «Таджикфильм» режиссёра Борис Кимягаров по одному из сюжетов «Шахнаме».
- Кинотрилогия «Сказание о Рустаме» (1971), «Рустам и Сухраб» (1971) и «Сказание о Сиявуше» (1976, «Таджикфильм») режиссёра Борис Кимягаров по мотивам «Шахнаме».

## Переводы на русский язык
- Истины: Изречения персидского и таджикского народов, их поэтов и мудрецов. / Пер. Н. И. Гребнева. СПб.: Азбука-классика, 2005. 256 с. ISBN 5-352-01412-6 (первое издание М.: Наука. Главная редакция восточной литературы, 1968)
- Книга царей Шахнаме, пер. М. Л. Лозинского, под ред., с комментариями и статьёй Ф. А. Розенберга, М. — Л., 1934;
- Шахнаме, пер. Ц. Б. Бану и А. А. Лахути, ст. и коммент. А. А. Старикова, под ред. А. А. Лахути и А. Н. Болдырева, т. 1-4, М., 1957-69;
- Шах-наме: Критический текст: В 9 т. М., 1960—1971.
- Шахнаме, т. 1-2, пер. В. В. Державина и С. И. Липкина. Вступ. ст. И. С. Брагинского, подгот. текста и прим. М.-Н. О. Османова, М., 1964.